# Communauté de communes Val de Charente
Die Communauté de communes Val de Charente ist ein französischer Gemeindeverband mit der Rechtsform einer Communauté de communes im Département Charente in der Region Nouvelle-Aquitaine. Sie wurde am 1. Januar 2014 gegründet und umfasst 32 Gemeinden (Stand: 1. Januar 2019). Der Verwaltungssitz befindet sich im Ort Ruffec.

## Historische Entwicklung
Der Gemeindeverband entstand 2014 durch Zusammenlegung der Vorgängerorganisationen Communauté de communes de Ruffec, Communauté de communes du Pays de Villefagnan und Communauté de communes des Trois Vallées.
Zum 1. Januar 2019 bildeten die ehemaligen Gemeinden Courcôme, Tuzie und Villegats Commune nouvelle Courcôme . Dadurch verringerte sich die Anzahl der Mitgliedsgemeinden auf 32.

## Mitgliedsgemeinden
| Gemeinde                               | Einwohner 1. Januar 2022 | Fläche km² | Dichte Einw./km² | Code INSEE | Postleitzahl |
| -------------------------------------- | ------------------------ | ---------- | ---------------- | ---------- | ------------ |
| Barro                                  | 410                      | 10,65      | 38               | 16031      | 16700        |
| Bernac                                 | 463                      | 8,46       | 55               | 16039      | 16700        |
| Bioussac                               | 208                      | 15,64      | 13               | 16044      | 16700        |
| Brettes                                | 163                      | 12,21      | 13               | 16059      | 16240        |
| Condac                                 | 460                      | 9,59       | 48               | 16104      | 16700        |
| Courcôme                               | 801                      | 29,58      | 27               | 16110      | 16240        |
| Couture                                | 173                      | 10,61      | 16               | 16114      | 16460        |
| Empuré                                 | 96                       | 8,37       | 11               | 16127      | 16240        |
| La Chèvrerie                           | 137                      | 4,61       | 30               | 16098      | 16240        |
| La Faye                                | 595                      | 13,44      | 44               | 16136      | 16700        |
| La Forêt-de-Tessé                      | 209                      | 10,70      | 20               | 16142      | 16240        |
| La Magdeleine                          | 117                      | 6,68       | 18               | 16197      | 16240        |
| Les Adjots                             | 532                      | 10,94      | 49               | 16002      | 16700        |
| Londigny                               | 246                      | 9,67       | 25               | 16189      | 16700        |
| Longré                                 | 191                      | 14,73      | 13               | 16190      | 16240        |
| Montjean                               | 251                      | 8,01       | 31               | 16229      | 16240        |
| Nanteuil-en-Vallée                     | 1.357                    | 68,85      | 20               | 16242      | 16700        |
| Paizay-Naudouin-Embourie               | 351                      | 25,42      | 14               | 16253      | 16240        |
| Poursac                                | 195                      | 11,39      | 17               | 16268      | 16700        |
| Raix                                   | 116                      | 6,87       | 17               | 16273      | 16240        |
| Ruffec                                 | 3.394                    | 13,37      | 254              | 16292      | 16700        |
| Saint-Georges                          | 44                       | 2,25       | 20               | 16321      | 16700        |
| Saint-Gourson                          | 131                      | 10,09      | 13               | 16325      | 16700        |
| Saint-Martin-du-Clocher                | 124                      | 6,66       | 19               | 16335      | 16700        |
| Saint-Sulpice-de-Ruffec                | 41                       | 2,38       | 17               | 16356      | 16460        |
| Salles-de-Villefagnan                  | 313                      | 12,83      | 24               | 16361      | 16700        |
| Souvigné                               | 182                      | 10,37      | 18               | 16373      | 16240        |
| Taizé-Aizie                            | 585                      | 14,81      | 40               | 16378      | 16700        |
| Theil-Rabier                           | 163                      | 7,43       | 22               | 16381      | 16240        |
| Verteuil-sur-Charente                  | 588                      | 14,24      | 41               | 16400      | 16510        |
| Villefagnan                            | 981                      | 23,65      | 41               | 16409      | 16240        |
| Villiers-le-Roux                       | 159                      | 4,84       | 33               | 16413      | 16240        |
| Communauté de communes Val de Charente | 13.776                   | 419,34     | 33               | –          | –            |